# 쓰노다 나쓰미
쓰노다 나쓰미(일본어: 角田 夏実, 1992년 8월 6일~)는 일본의 유도 선수이다. 2024년 하계 올림픽 여자 엑스트라라이트급에서 금메달을 획득했으며, 세계 선수권 대회에서 금메달 3개, 은메달 1개를 획득했다. 